# Columbea
A Columbea egy olyan, a genomelemzés alapján felállított klád, melybe a a Columbiformes (galambok), Pteroclidiformes (pusztatyúk-alakúak), Mesitornithidae (lábasguvatalakúak) és a Mirandornithes (flamingók és vöcskök) tartoznak. Míg a közelmúltban a Passerea testvérkládjává nem nyilvánították, az elmúlt évtizedekben több genomvizsgálat is arra utalt, hogy a (majdnem kiürült) Metaveshez tartoznak.
|  | Flamingóalakúak (flamingók) |
|  |                             |
|  | Vöcsökfélék (vöcskok)       |
|  |                             |

|  | Galambalakúak (galambok)                                                                               |
|  | |
|  | \| \| Pusztaityúk-alakúak (pusztaityúk) \| \| \| \| \| \| Lábasguvatalakúak (lábasguvatok) \| \| \| \| |
|  | |
|  | Pusztaityúk-alakúak (pusztaityúk)                                                                      |
|  | |
|  | Lábasguvatalakúak (lábasguvatok)                                                                       |
|  | |

|  | Pusztaityúk-alakúak (pusztaityúk) |
|  |                                   |
|  | Lábasguvatalakúak (lábasguvatok)  |
|  |                                   |

|  | Flamingóalakúak (flamingók) |
|  |                             |
|  | Vöcsökfélék (vöcskok)       |
|  |                             |

|  | Galambalakúak (galambok)                                                                               |
|  | |
|  | \| \| Pusztaityúk-alakúak (pusztaityúk) \| \| \| \| \| \| Lábasguvatalakúak (lábasguvatok) \| \| \| \| |
|  | |
|  | Pusztaityúk-alakúak (pusztaityúk)                                                                      |
|  | |
|  | Lábasguvatalakúak (lábasguvatok)                                                                       |
|  | |

|  | Pusztaityúk-alakúak (pusztaityúk) |
|  |                                   |
|  | Lábasguvatalakúak (lábasguvatok)  |
|  |                                   |